# 1753 în literatură
Anul 1753 în literatură a implicat o serie de evenimente și cărți noi semnificative.  